# Operation Asfalt
Operation Asfalt (norsk: Operasjon Asfalt) gik ud på at flytte alle krigsgrave med sovjetiske krigsfanger til den centrale internasjonal krigskirkegård på Tjøtta. Flytningen blev gennemført under den kolde krig i 1951, efter at det blev vedtaget af den norske regering. De norske myndigheder frygtede, at russiske spioner – forklædt som familie til de faldne krigsfanger – skulle rejse rundt i Norge. Ved at samle de russiske krigsgrave kunne det bedre lade sig gøre at holde en sådan trafik under opsigt.
Det tog mange år, før de sovjetrussiske krigsfanger, deres grave og den kolde krig skulle fange de norske historikeres interesse.

## Baggrunden
Under 2. verdenskrig blev mere end 100.000 sovjetrussiske krigsfanger transporteret til Norge. Af disse omkom omkring 13.700. Tallet er større end det totale tab af norske liv, civile og militære i hele krigen.
De sovjetrussiske krigsfanger omkom dels ved store forlis under transport langs den norske kyst, bl.a. ved sænkingen af skibene Palatia i 1942 og Rigel i 1944; til sammen omkom omkring 3.000 sovjetrussiske krigsfanger i disse forlis. De russiske fanger var ellers i slavearbejde mange steder, dels for at bygge fæstninger, veje og jernbaner, spredt over hele Norge fra Grense Jakobselv i Sør-Varanger kommune i Finnmark til Oslofjorden. De døde fanger blev begravet i fællesgrave uden identifikation.

## Gennemførslen
Operation Asfalt blev igangsat straks efter den norske regerings vedtagelse, uden at vedtagelsen var gjort om, hvor den internationale krigskirkegård skulle ligge. Der var en del dramatik knyttet til gennemførslen, som først skete i Nord-Norge. I oktober 1951 blev 8.000 lig lastet og losset. Resterne af ligene var pakket i papirsække, og mandskabet på DS «Raftsund» protesterede, da de ikke orkede arbejdet med at håndtere lasten, som gav en uudholdelig stank. Efterretningstjenesten og et marinefartøj fulgte transporten med ordre om at skyde skræmmeskud, hvis der skulle opstå uro i havnene. I Mo i Rana blev protesterne så kraftige, at aktionen blev afblæst af forsvarsministeren. Folk – ikke kun kommunisterne – opfattede flytningen af ligene som en skændig handling. Massemobiliseringen, som skete i Mo i Rana, er i eftertiden kaldt kirkegårdskrigen. En admiral i den norske søforsvarskommando betegnede operationen som mislykket. Aktionen skulle året efter fortsætte i Syd-Norge, men blev ikke gennemført som planlagt.
1200 døde blev lagt i individuelle grave, mens de øvrige i massegrave. Ifølge Soleim har de norske myndigheder ikke lagt særlig meget arbejde i at identificere de døde og det er ofte ukendt hvordan de døde.

## Officiel begrundelse
Den officielle begrundelse – som kunne læses på den norske "Krigsgravtjenestens" hjemmeside i 2013 – var, at de sovjetiske krigsgrave var mange, de lå spredt og trængte til at blive istandsat. Derfor blev det i 1951 lagt en plan for at samle de sovjetrussiske krigsgrave på et sted. Planen skulle – ifølge Krigsgravtjenesten – være planlagt i samråd med sovjetiske myndigheder. Sandheden er, at flytningen af krigsgravene førte til en alvorlig diplomatisk strid mellem Norge og Sovjetunionen. At frygt for sovjetisk spionage blev den egentlige årsag ikke nævnt på Krigsgravtjenestens hjemmeside. Sagens realiteter var på dette tidspunkt allerede kendt.